# Śri Wijaya Mahadewi
Śri Wijaya Mahadewi, var regerande drottning av Bali före 983 till 989. 
Hon efterträdde kung Janasadhu Warmadewa senast år 983. Hon finns omnämnd i Gobleginskriptionen från 983, där hon utfärdade ett privilegium som gav innevånarna i byn Air Tabar beskyddarskapet över tempelområdet Indrapura. 
Hon var den första kvinnliga regent i Bali som finns dokumenterad. Hon använde inte Warmadewadynastins emblem och tycks därför inte ha tillhört denna dynasti. Det har föreslagits att hon kom från Srivijaya, som vid denna tid utsträckte sitt inflytande mot Bali. 
Hon efterträddes av samregenterna drottning Mahendradatta och kung Udayana Warmadewa. 